# Yaak
Yaak – jednostka osadnicza w Stanach Zjednoczonych, w stanie Montana, w hrabstwie Lincoln.